# Tipula werneri
Tipula werneri är en tvåvingeart som beskrevs av Alexander 1950. Tipula werneri ingår i släktet Tipula och familjen storharkrankar. Inga underarter finns listade i Catalogue of Life.